# Núi Myōkō

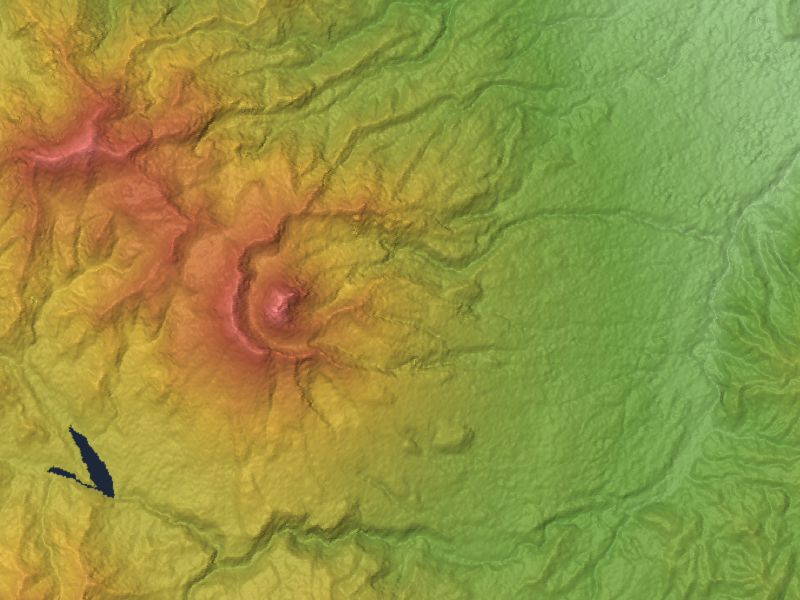
Relief Map

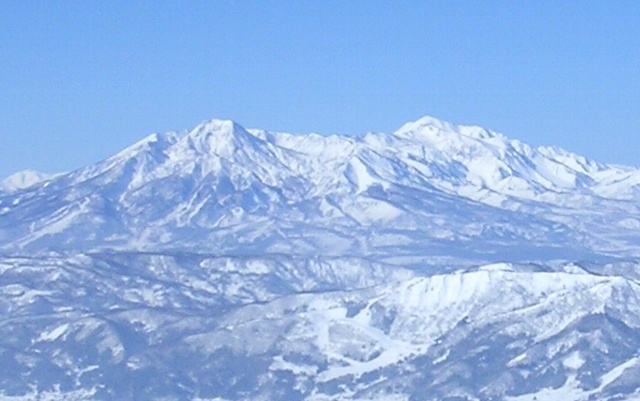
Núi Myōkō (trái) và núi Hiuchi (phải) từ khu trượt tuyết Nozawa Onsen

Núi Myōkō (妙高山 (Diệu Cao sơn) Myōkō-san) là một núi lửa dạng tầng đang hoạt động trên đảo Honshu, Nhật. Nó nằm ở phía tây nam thành phố Myoko, tỉnh Niigata và một phần của vườn quốc gia cao nguyên Jōshin'etsu. Núi Myoko được liệt kê như là một trong 100 núi nổi tiếng Nhật Bản, và cùng với núi Yahiko (弥彦山 (Di Ngạn sơn) Yahiko-yama), cũng được xem như "ngọn núi nổi tiếng" ở tỉnh Niigata.